# Amolops jinjiangensis
Amolops jinjiangensis es una especie de anfibio anuro del género Amolops de la familia Ranidae. Originaria de China.